# Colin Guillarmou
Colin Guillarmou (Brest, França, 15 de setembro de 1977) é um matemático francês. É professor da Universidade Paris-Saclay.
Obteve um doutorado em 2004 na Universidade de Nantes, orientado por Laurent Guillopé, com a tese Resonances on Asymptotically Hyperbolic Manifolds.
Foi palestrante convidado do Congresso Internacional de Matemáticos no Rio de Janeiro (2018: Analytic tools for the study of flows and inverse problems).